# Песчаный лог (мемориальный комплекс)

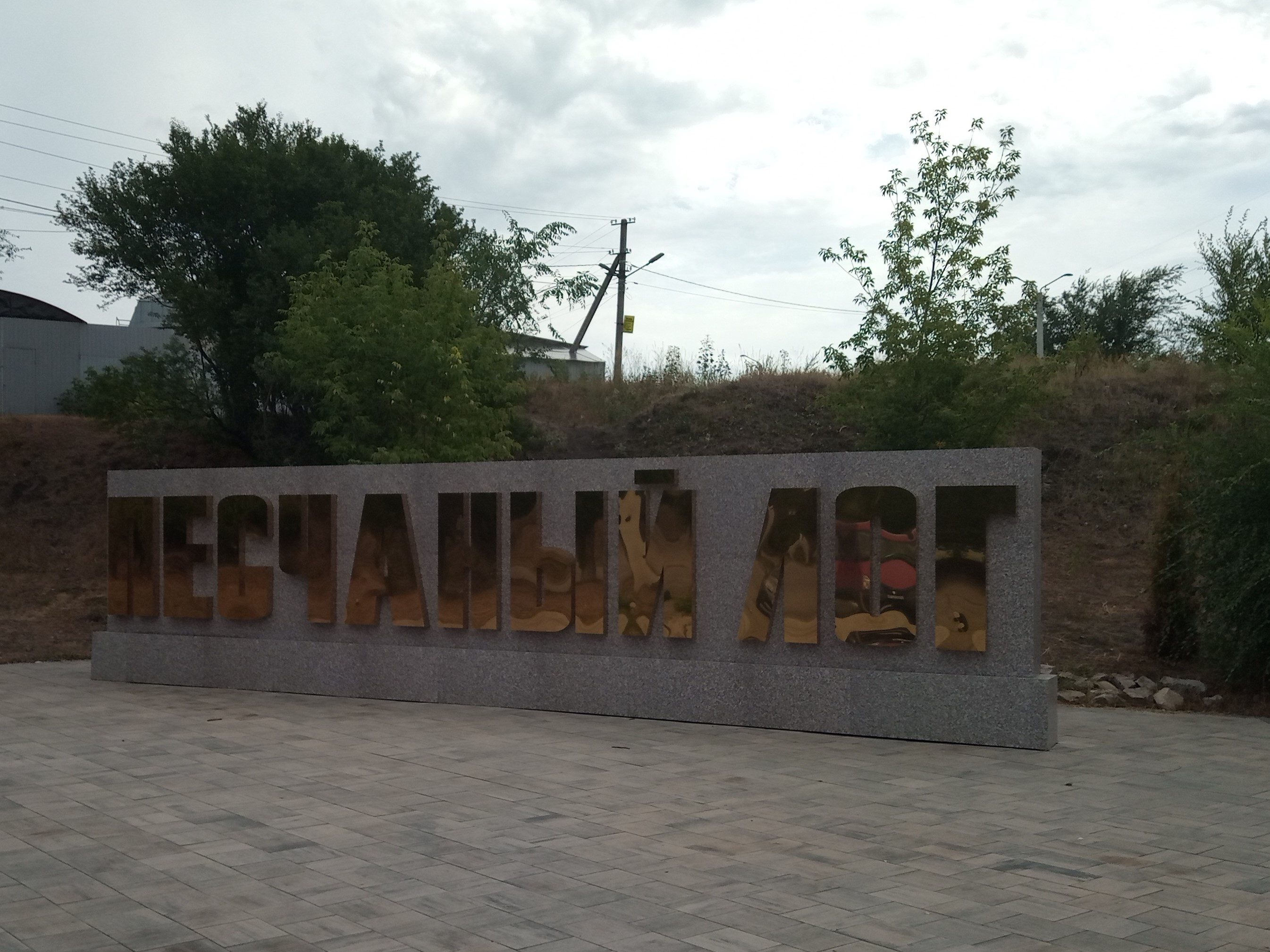
Мемориал Песчаный Лог

Песчаный лог — мемориальный комплекс в Воронеже, место захоронения людей, расстрелянных нацистскими войсками в Великую Отечественную войну, сооружён в 1975 году.
Захоронены 450 мирных жителей и советских военнопленных, в том числе 35 детей, которые были расстреляны нацистами в августе 1942 года при оккупации правобережной части города. Большинство погибших — больные и раненые. Возможно, что 90 человек были привезены в лог уже мёртвыми.
После оккупации правобережной части Воронежа в августе 1942 года германскими военнослужащими, в частности службой безопасности (СД) под руководством её начальника Августа Бруха, больные и раненые (в том числе и советские военнослужащие) со всех больниц и госпиталей были собраны в три здания, откуда под предлогом перевозки в поселок Орлово были отвезены в Песчаный лог, где были расстреляны.
Большая часть расстрелянных была из Дома инвалидов .

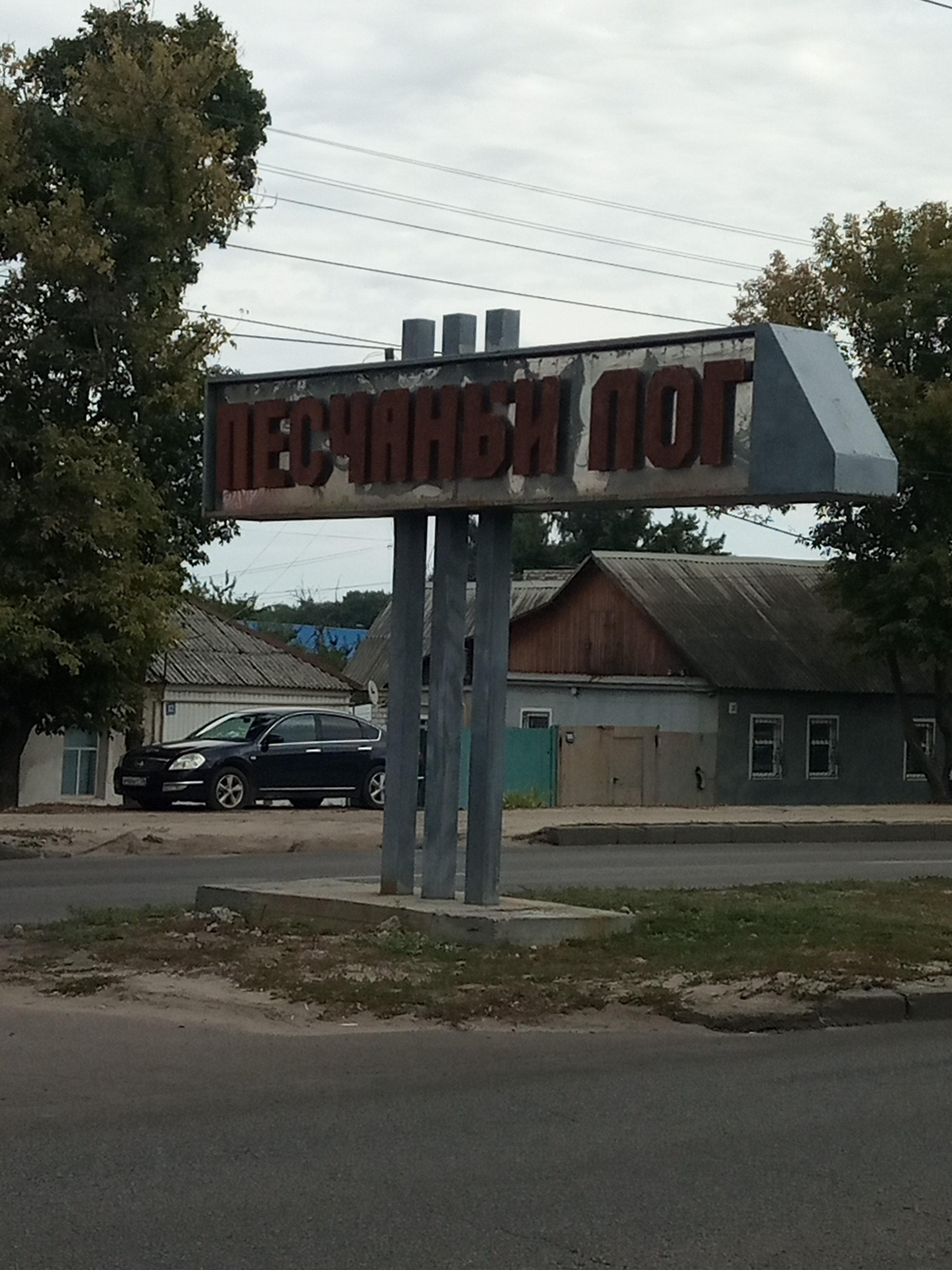
Указатель «Песчаный Лог»

Захоронение обнаружено по рассказу случайно спасшейся А. Ф. Поповой.